# Jorge Bernal
Jorge Bernal Alarcón (ur. 24 października 1979 w Veracruz) – meksykański piłkarz występujący na pozycji bramkarza, obecnie zawodnik Veracruz.

## Kariera klubowa
Bernal urodził się w Veracruz i jest wychowankiem tamtejszej drużyny Tiburones Rojos. Do seniorskiej drużyny został włączony jesienią 2003 przez trenera Daniela Guzmána. Sezon rozpoczął na pozycji trzeciego bramkarza, po Damiánie Grosso i Martínie Zúñidze. W Primera División de México zadebiutował pod nieobecność podstawowego bramkarza zespołu, Argentyńczyka Grosso, w rozegranym 27 sierpnia 2003 spotkaniu z Monterrey. W 35 minucie tego meczu, przy stanie 0:0, Bernal obronił rzut karny wykonywany przez Luisa Ernesto Péreza. Konfrontacja zakończyła się ostatecznie wynikiem 1:1.
Mimo udanego debiutu ligowego 24-letni wówczas golkiper do końca rozgrywek Apertury 2003 pełnił rolę rezerwowego dla Grosso, pojawiając się na placu gry jeszcze jeden raz, 15 listopada w wygranym 3:2 spotkaniu z Cruz Azul. Podstawowym bramkarzem Veracruz Bernal został we wrześniu 2004, po wygraniu rywalizacji o miejsce w wyjściowym składzie z Armando Navarrete. Wiosną 2008 Veracruz spadło do drugiej ligi.
Po roku Bernal na zasadzie sześciomiesięcznego wypożyczenia zasilił pierwszoligową Necaxę, w której rozegrał siedem spotkań i podobnie jak wcześniej spadł z nią z Primera División do Liga de Ascenso.
Po powrocie do Veracruz rozegrał jeszcze 17 spotkań w drugiej lidze, po czym w styczniu 2011 odszedł do pierwszoligowego Querétaro. W drużynie prowadzonej przez Urugwajczyka Gustavo Matosasa już na starcie przegrał rywalizację o miejsce między słupkami z Jorge Alberto Díazem.